# Бродники
Бро́дники (бордники, продники, бронники, бродничи, бродници) — славянское население побережья Азовского моря, нижнего Дона и Днестра в XII—XIII вв. в приграничных к русским княжествам территориях. По одной из версий, название «бродники» произошло от славянского слова «бродить — скитаться».

## Этническая принадлежность
Возможно, в состав бродников вошли жившие в этих местах готы и аланы. Византиец Никита Акоминат в своём Слове в 1190 году утверждал, что бродники — ветвь тавроскифов:
οἱ ἐχ Βορδόνης οὗτοι τοῦ ϑανεῖν ὑπερόπται καὶ Ταυροσκυϑῶν ἀποσπάδες
По другой версии бродники были славяно-романского происхождения. Есть мнение, что в состав бродников могли входить остатки разрозненных хазар и булгар, а позже огузов. Однако доказательств этого нет.

## Места проживания
Бродники были южными соседями валахов, населявших территорию будущего Молдавского княжества. Бродники проживали в северо-западной части Буджака, южной части современных румынских жудецев Вранча и Галац, а также, возможно, на побережье между Днестром и Днепром.

## Исторические упоминания о бродниках
В 1173 году объединённые силы Алании, русов-бродников, половцев, аварцев и дербентского эмира Бек-Барса в очередной раз напали на Ширван, когда там правил Ахситан I. Русы на 73 судах атаковали Баку. На помощь Ахситану пришли его двоюродные братья — царь Грузии и император Византии и помогли ему отбить нападение.[страница не указана 1336 дней]
Одно из первых упоминаний о бродниках в византийских источниках относится к 1185 г. Вместе с восставшими болгарами против византийцев сражались бродники «и те, — как писал Хониат, что происходят из Вордоны, презирающий смерть, ветвь русских, народ, любезный богу войны».
Бродники часто упоминаются в русских летописях. Они неоднократно принимали участие в междоусобных войнах русских князей, а также в русско-половецких и русско-татарских битвах. Во время битвы на Калке в 1223 г. часть бродников («бродницы старые») во главе с воеводой Плоскыней перешла на сторону монголов, нарушив союз с русскими князьями. В западноевропейских документах говорится о Земле бродников, как граничащей с куманами, русскими и болгарами. Например, в письме папы римского Григория IX 1227 года встречается фраза «Cumania et Brodnic terra…» В 1227 году в Куманию и Землю Бродников назначался папский архиепископ. В 1250 году венгерский король Бела IV сообщал папе римскому, что татары завоевали восточных соседей Венгрии, к которым причислял и бродников. В послании Белы 1254 г. русские и бродники названы племенами «неверных», как православные (наряду с язычниками) нередко именовались в западных источниках.
Очевидно, что бродники занимали какую-то часть территории современной Молдавии. После XIII века письменная информация о бродниках не прослеживается. Армия, составленная из бродников, содействовала возвращению болгарского царя Ивана Асеня ІІ в Болгарию в 1217 году.
Возможно, бродники упоминаются в Слове о полку Игореве под названием «деремела» (от тюркского *därmäl «люди с брода»).
Существует гипотеза, что бродники подверглись языковой ассимиляции в славянской среде и сыграли ключевую роль в возникновении казаков.